# Чирмъйок
Чирмъйок или Чурмйок — река в России, протекает по Мурманской области. Впадает в озеро Коутъявр, из которого берёт свою начало река Орловка. Длина реки составляет 7,6 км, площадь водосборного бассейна — 25,3 км².

## Данные водного реестра
По данным государственного водного реестра России относится к Баренцево-Беломорскому бассейновому округу, водохозяйственный участок реки — Кола, включая озеро Колозеро. Речной бассейн реки — бассейны рек Кольского полуострова, впадает в Баренцево море.
Код объекта в государственном водном реестре — 02010000512101000002689.